# Julia Holter
Julia Holter (Milwaukee, 18 dicembre 1984) è una cantautrice, produttrice discografica, compositrice e artista statunitense.
Il suo album d'esordio, Tragedy, venne pubblicato negli Stati Uniti nel 2011, nel Regno Unito l'anno dopo ed è ripubblicato nel 2013 da Domino. Seguirono altri quattro album nei sei anni successivi: Loud City Song (2013) entrò nelle classifiche di tutto il mondo ed Have You in My Wilderness (2015) si fermò al terzo posto tra gli Heatseekers negli Stati Uniti.

## Biografia
Holter è nato a Milwaukee, nel Wisconsin. All'età di sei anni si trasferì con la famiglia a Los Angeles, e frequentò la Alexander Hamilton High School. Più tardi studiò musica all'Università del Michigan per quattro anni laureandosi in composizione. Mentre si trovava nel Michigan, decise di studiare con Michael Pisaro al CalArts dopo averlo visto eseguire una composizione d'avanguardia, e ottenne un altro diploma in composizione. Diversi brani di Holter comparvero in alcune compilation del 2008. Nel 2010 iniziò a suonare con la band di Linda Perhacs e pubblicò un CD-R intitolato Celebration oltre a una raccolta di sue registrazioni dal vivo.
Dopo aver inciso gli album auto-prodotti Phaedra Runs to Russia (2007), Cookbook (2008) e Celebration (2010), Holter pubblicò per la Leaving Tragedy nel 2011. Quest'ultimo si ispira all'Ippolito di Euripide e venne apprezzato dagli specialisti di musica, tanto da essere considerato uno dei migliori album sperimentali del 2011 da NPR.
Nel marzo del 2012 Holter pubblicò per la RVNG Intl. l'altrettanto ben accolto album Ekstasis, ove si riscontrano certe analogie stilistiche con Laurie Anderson, Julianna Barwick, Kate Bush, Joanna Newsom, Grouper e Stereolab.

 L'album venne registrato in un periodo di tre anni e il suo titolo significa "fuori di sé" in greco antico. Della traccia Moni Mon Amie, un brano contenuto in Ekstasis, venne realizzato un videoclip di Yelena Zhelezov.
Oltre a collaborare con altri musicisti californiani come Nite Jewel (Ramona Gonzalez), Holter pubblicò il terzo album, Loud City Song nell'agosto del 2013 pubblicato per la Domino. A differenza dei suoi album precedenti, che vennero registrati da sola nella sua camera da letto, Loud City Song vede Holter al fianco di altri musicisti di supporto.
Nel 2015 Holter pubblicò Have You in My Wilderness, finora il suo album di maggior successo commerciale. Assieme ai collaboratori Chris Votek ed Andrew Tholl prese parte all'album St. Catherine dell'ex partner Matt Mondanile/Ducktails.
Una collaborazione tra Holter e Jean-Michel Jarre è presente nel suo Electronica 2: The Heart of Noise, pubblicato il 18 luglio 2016.
Nel novembre del 2016 l'artista curò la decima edizione del festival di Utrecht Le Guess Who?, a cui parteciparono Laurel Halo, Josephine Foster, Maya Dunietz e Jessica Moss.
Il 29 settembre 2017 Holter eseguì una prima mondiale della sua colonna sonora del film muto francese del 1928 La passione di Giovanna d'Arco al FIGat7th, nel centro di Los Angeles.
Nel settembre del 2018 Holter annunciò il suo quinto album Aviary e pubblicò il singolo I Shall Love 2. Poco prima dell'uscita dell'album, il 26 ottobre, la musicista lanciò un altro singolo intitolato Words I Heard.
Nel 2021 Holter venne nominata Professor of the Practice, presso l'Occidental College di Los Angeles.

## Stile musicale
Il Guardian scrisse che "il registro vocale di Holter [...] ricorda vagamente Siouxsie Sioux o Nico". Similmente, Under the Radar dichiarò che, stilisticamente parlando, Holter sarebbe "Siouxsie Sioux che incontra Kate Bush, mentre, con un'intensità da fiammifero, mantiene vivo il suo stoppino dal suo stile confidenziale, e il suo diaframma collabora continuamente assieme agli strumenti".

## Vita privata
Holter ebbe una relazione con l'ex chitarrista dei Real Estate e frontman dei Ducktails Matt Mondanile. Stando a quanto dichiarò Holter, Mondanile sarebbe stato così "emotivamente violento che ho dovuto chiedere l'intervento di un avvocato e temevo per la mia vita".

## Discografia
Album in studio
- 2011 - Tragedy
- 2012 - Ekstasis
- 2013 - Loud City Song
- 2015 - Have You in My Wilderness
- 2018 - Aviary
- 2024 - Something in the Room She Moves

Album live
- 2010 - Live Recordings
- 2017 - In the Same Room

## Colonne sonore
- Mai raramente a volte sempre (Never Rarely Sometimes Always), regia di Eliza Hittman (2020)